# بخش گرین (شهرستان گالیا، اوهایو)
بخش گرین (به انگلیسی: Green Township) یک منطقهٔ مسکونی در ایالات متحده آمریکا است که در شهرستان گالیا، اوهایو واقع شده‌است.
 بخش گرین ۹۸٫۹ کیلومتر مربع مساحت و ۵٬۶۲۵ نفر جمعیت دارد و ۲۵۳ متر بالاتر از سطح دریا واقع شده‌است.